# Schubert in Love
Schubert in Love ist ein deutscher Film von Lars Büchel aus dem Jahr 2016. Der Film hatte seinen Kinostart am 8. Dezember 2016. Im Fernsehen wurde der Film erstmals am 16. August 2018 im Ersten ausgestrahlt.

## Handlung
Olaf Schubert versucht die Welt zu verbessern, sei es im Kampf gegen Rassismus, als Musicalschreiber gegen Hunger oder Sozialarbeiter. Mit all seinen Vorhaben kommt er aber kaum vom Fleck. Sein Vater fordert, dass er endlich etwas aus seinem Leben macht und für Nachwuchs sorgt, damit die Ahnenreihe der Schuberts nicht abreißt. Erst als der Vater einen Herzinfarkt erleidet, versucht Olaf etwas zu ändern. Die ersten Verabredungen mit dem anderen Geschlecht sind aber alle erfolglos. Dann trifft er Biologin Pamela, die in dem Tagträumer auch etwas Liebevolles sieht. Doch Olaf lässt bei ihr kein Fettnäpfchen aus. Er möchte vor allem sein Musical vorantreiben. Schließlich gelingt ihm eine erfolgreiche Aufführung und er kann auch Pamela für sich gewinnen. Sie bekommen neun Monate später eine Tochter, worauf sich Olafs Vater noch einen Sohn wünscht.

## Produktion
Der Film wurde vom 6. Oktober 2015 bis zum 13. November 2015 in Dresden gedreht.

## Rezeption
Das Lexikon des internationalen Films bezeichnet den Film als „[a]lberne, nur mit gelegentlichem Wortwitz punktende romantische Komödie, ganz zugeschnitten auf den sächselnden Hauptdarsteller. Die Widersprüche der zum Kinofilm aufgeblasenen Ein-Mann-Show werden dabei so offensiv herausgearbeitet, dass die Komik bisweilen zum Zynischen tendiert“.
Oliver Armknecht vergibt für den Film in seiner Besprechung bei film-rezensionen.de insgesamt nur 3 von 10 Punkten.